# عبدالحاک بلامور
عبدالحاک بلامور (انگلیسی: Abdelhak Belahmeur؛ زادهٔ ۲۶ ژوئیهٔ ۱۹۹۱) بازیکن فوتبال اهل فرانسه است.
از باشگاه‌هایی که در آن بازی کرده‌است می‌توان به باشگاه فوتبال استراسبورگ اشاره کرد.